# Maare-Mosel-Radweg
Der Maare-Mosel-Radweg ist ein Radwanderweg, der Daun in der Vulkaneifel über die ehemaligen Bahnnebenstrecken Daun–Wengerohr und Wengerohr–Bernkastel-Kues mit dem Moseltal verbindet. Auf der alten Bahntrasse geht es mit höchstens 3 % Steigung über Viadukte, Brücken, durch Tunnel und die Eifelwälder hinunter ins Moseltal. Der vom Vulkanismus und den Maaren geprägte Teil der Eifel wird abgelöst von der Kulturlandschaft des Weinbaus an der Mosel, die bei der Ortschaft Lieser erreicht wird. Auf der restlichen Strecke bis Bernkastel-Kues folgt die Route dem Mosel-Radweg. Teilweise folgt die Streckenführung dem Lauf der Mosel-Nebenflüsse Alf und Lieser. Die durchgehend asphaltierte Strecke ist für Freizeitradler und Familien mit Kindern geeignet. Die langen Gefällestrecken verlangen von Inlineskatern eine gewisse Übung. Auch in umgekehrter Richtung beträgt die maximale Steigung 3 %. Die Strecke Daun–Moseltal ist in beide Richtungen einheitlich mit dem Radweg-Logo gekennzeichnet. Zwischen Daun und Gillenfeld ist ein fast ebener, ca. 11 km langer Kinderradweg entstanden. Noch mehr über Land und Leute ist auf den Raderlebnisschleifen, die von der Hauptroute abzweigen, zu erfahren. Zusammen mit der Mineralquellen-Route verbindet der Maare-Mosel-Radweg die Flüsse Ahr und Mosel über eine Radroute mit nur moderaten Steigungen.

## Streckenverlauf Daun – Bernkastel-Kues

### Daun – Gillenfeld
(Länge: 11 km; mit +68 Höhenmetern Steigung und −73 Höhenmetern Gefälle).

Die Route startet in der Kreis- und Kurstadt Daun und führt auf der ehemaligen Bahntrasse über das Dauner Viadukt, das aus 28 m Höhe einen Blick über Daun erlaubt. Durch den Wald führt die Strecke leicht bergauf, bis der 560 m lange und beleuchtete Bahntunnel „Großes Schlitzohr“ erreicht ist. Für Fledermäuse wurde eigens eine Zwischendecke in den 1908 erbauten Tunnel eingezogen. Hier wird der Scheitelpunkt der Strecke mit 480 m, nach einem kontinuierlichen Anstieg mit durchschnittlich 2,5 % Steigung auf 3,5 km Länge, überschritten. Die Route führt jetzt über Mehren und Schalkenmehren mit leichtem Gefälle bis Gillenfeld. Auf der Strecke zweigen fünf sogenannte Raderlebnisschleifen ab und erschließen die Sehenswürdigkeiten um Mehren.
- Die Schleife „Mehren“ mit 3 km Länge beginnt am Rastplatz hinter dem Tunnel „Großes Schlitzohr“, führt um Mehren herum, und kommt am Naturschutzgebiet Sangweiher wieder auf den Hauptweg zurück.
- Die Schleife „Vulcano Infoplattform Steineberg“ hat eine Länge von 16 km und führt überwiegend ansteigend von Mehren über Steiningen nach Steineberg zur 28 m hohen „Vulcano Infoplattform“. Von dort bietet sich ein Panoramablick über die vom Vulkanismus geprägte Eifellandschaft. Bei Gillenfeld führt die Schleife zurück auf den Hauptweg.
- Die Schleife „Mürmes–Saxler–Ellscheid“ hat eine Länge von 10 km. Das Naturschutzgebiet Mürmes ist ein Sumpfgebiet zwischen den Orten Ellscheid, Saxler und Mehren.
- Die Schleife „Brockscheid–Holzmaar“ mit einer Länge von 6,5 km verlässt die Hauptroute am Naturschutzgebiet Sangweiher und führt leicht ansteigend nach Brockscheid, wo sich eine der nur noch wenigen Glockengießer Deutschlands befindet. Zurück führt der Weg über das Holzmaar bei Gillenfeld, wo die Hauptroute wieder erreicht wird.
- Die Schleife „Strohn–Mückeln“ hat eine Länge von 12 km. Sie verlässt die Hauptroute in Gillenfeld. Sie führt vorbei an der 120 Tonnen schweren Lavabombe nach Strohn und dann mit steilem Anstieg durch die „Strohner Schweiz“ nach Mückeln. Von dort geht es wieder zurück nach Gillenfeld auf den Hauptweg. Die sogenannte „Strohner Schweiz“ ist ein Durchbruchtal des Flusses Alf. Die Alf schuf sich hier ein neues Bett durch den 12.000 Jahre alten Strohner Lavastrom, der das ursprüngliche Flussbett versperrt hatte. In Strohn lädt das Vulkanhaus zu einem Besuch ein.

Nahe Gillenfeld liegt das Pulvermaar; es ist nach dem Bodensee und den Voralpenseen der tiefste natürliche See Deutschlands.

### Gillenfeld–Hasborn
(Länge: 16 km; mit +85 Höhenmetern Steigung und −102 Höhenmetern Gefälle).

Zwischen Gillenfeld und Eckfeld ist noch eine leichte Steigung zu überwinden, bevor die Strecke stetig bergab ins Moseltal führt. Vor Hasborn werden noch die Eifelorte Wallscheid und Laufeld passiert. Auf dieser Teilstrecke führen nochmals drei Erlebnisschleifen ins Umland.
- Die Erlebnisschleife „Kloster Buchholz“ hat eine Länge von 9 km und verlässt die Hauptroute bei Eckfeld. Die Schleife führt anfangs zum ehemaligen Kloster Buchholz. Vorbei am Stationenweg geht es dann Richtung Pantenburg. Nach einer steilen Abfahrt wird die L16 gequert, auf der in ca. vier Kilometern, nach einem Aufstieg aus dem Liesertal, Manderscheid zu erreichen ist. Die Radschleife führt jedoch über Pantenburg und Wallscheid auf die Hauptroute zurück.
- Die Erlebnisschleife „Grafschaft“ führt auf 6 km von Laufeld über Oberöfflingen und Niederöfflingen kurz vor Hasborn auf die Hauptroute zurück. Dabei wird das Spielzeug- und Puppenmuseum in Laufeld passiert.
- Die Erlebnisschleife „Greimerath“ mit einer Länge von 3 km verlässt die Hauptroute bei der Autobahnbrücke unmittelbar hinter Hasborn und führt über die Hauptstraße von Greimerath. Vorbei an der sehenswerten barocken Pfarrkirche St. Georg führt die Schleife dann wieder auf die Hauptroute zurück.

### Hasborn–Wittlich
(Länge: 11 km; mit +4 Höhenmetern Steigung und −209 Höhenmetern Gefälle).

Von Hasborn bis zum Busbahnhof Wittlich führt die Route mit einem durchschnittlichen Gefälle von 2,5 % abwärts. Direkt nach dem ehemaligen Bahnhof von Plein, ca. 5 km hinter Hasborn, wird der Radweg durch den 585 Meter langen Pleiner Tunnel geführt. Danach geht es durch Laub- und Mischwälder weiter abwärts nach Wittlich. Von der eher rauen Vulkaneifel führt der Radweg hinab in das Wittlicher Tal. An den Weinbergen vorbei leitet die Route in die Stadt Wittlich. Hier ist eine Schleife ausgeschildert, die unter dem Motto „Mitten drin statt dran vorbei“ durch die Altstadt führt.
In der Altstadt von Wittlich ist im alten Rathaus die städtische Galerie für moderne Kunst zu besichtigen. Außerdem bietet die Stadt mit dem Marktplatz, der ehemaligen Synagoge und der Römischen Villa weitere Sehenswürdigkeiten.

Auf dieser Teilstrecke des Maare-Mosel-Radwegs werden weitere Bauwerke der ehemaligen Bahnstrecke passiert:
- Pleiner Viadukt, Länge 98 Meter, Höhe über Tal 31 Meter
- Unkenstein-Tunnel, Länge 140 Meter
- Grünewald-Tunnel, Länge 124 Meter

Ebenso führen weitere Raderlebnisschleifen ins Umland:
- „Talfahrt-Schleife“ (16 km): Ab dem Bahnhof Plein führt die Abfahrt ins Liesertal und dann entlang der Lieser zur Hauptroute in Wittlich.
- „Mühlenfahrt-Schleife“ (32 km): Fahrt durch die historische Altstadt von Wittlich nach Bergweiler mit der Fintenkapelle und dem Dorfmuseum. Danach nach Bruch mit seiner Ölmühle und Wasserburg. Zum Abschluss über das Dreiser Schloss nach Wittlich.
- „Wallfahrt-Schleife“ (24 km): Fahrt ab Wittlich Richtung Altrich und weiter auf der Römerstraße bis Klausen mit seiner Wallfahrtskirche St. Maria. Von hier folgt die Route dem Pilgerweg über Osann-Monzel bis Platten. Die Schleife nutzt dann eine Teilstrecke der Hauptroute, bevor sie durch Wengerohr an das Missionshaus St. Paul führt. Danach endet die Schleife auf der Hauptroute des Maare-Mosel-Radwegs.

### Wittlich–Lieser
(Länge: 15 km; mit +4 Höhenmetern Steigung und −65 Höhenmetern Gefälle).

Von Wittlich führt die Radroute weiter in den Wittlicher Stadtteil Wengerohr, wo sich der Hauptbahnhof Wittlich der Moselstrecke Koblenz-Trier befindet. Weiter abwärts führt die Route über Platten und Maring-Noviand nach Lieser an der Mosel.

Auch auf diesem Teilstück führen Raderlebnisschleifen ins Umland:
- „Tabak-Schleife“ (18 km): Diese Schleife startet in Wittlich, folgt dem Maare-Mosel-Radweg bis Platten und führt dann durch die Felder nach Wengerohr und Bombogen. Nach der Umrundung von Neuerburg führt die Route über Lüxem zurück nach Wittlich. An der Strecke befinden sich Tabakfelder und Tabakscheunen.

- „Weinfahrt-Schleife“ (44 km): Diese Schleife führt von Platten über Osann-Monzel und Klausen nach Minheim am Mosel-Radweg. Hier weiter über Kesten nach Lieser. Von dort über Maring-Noviand zurück nach Platten. Die Schleife führt durch die Weinberge der Großlage Michelsberg, die zur Mittelmosel gehört, und den Weinlehrpfad bei Osann-Monzel.

### Lieser–Bernkastel-Kues
Die letzten fünf Kilometer hinter Lieser führt die Route am Ufer der Mosel auf dem Mosel-Radweg nach Bernkastel-Kues.

## Landschaft und Kultur

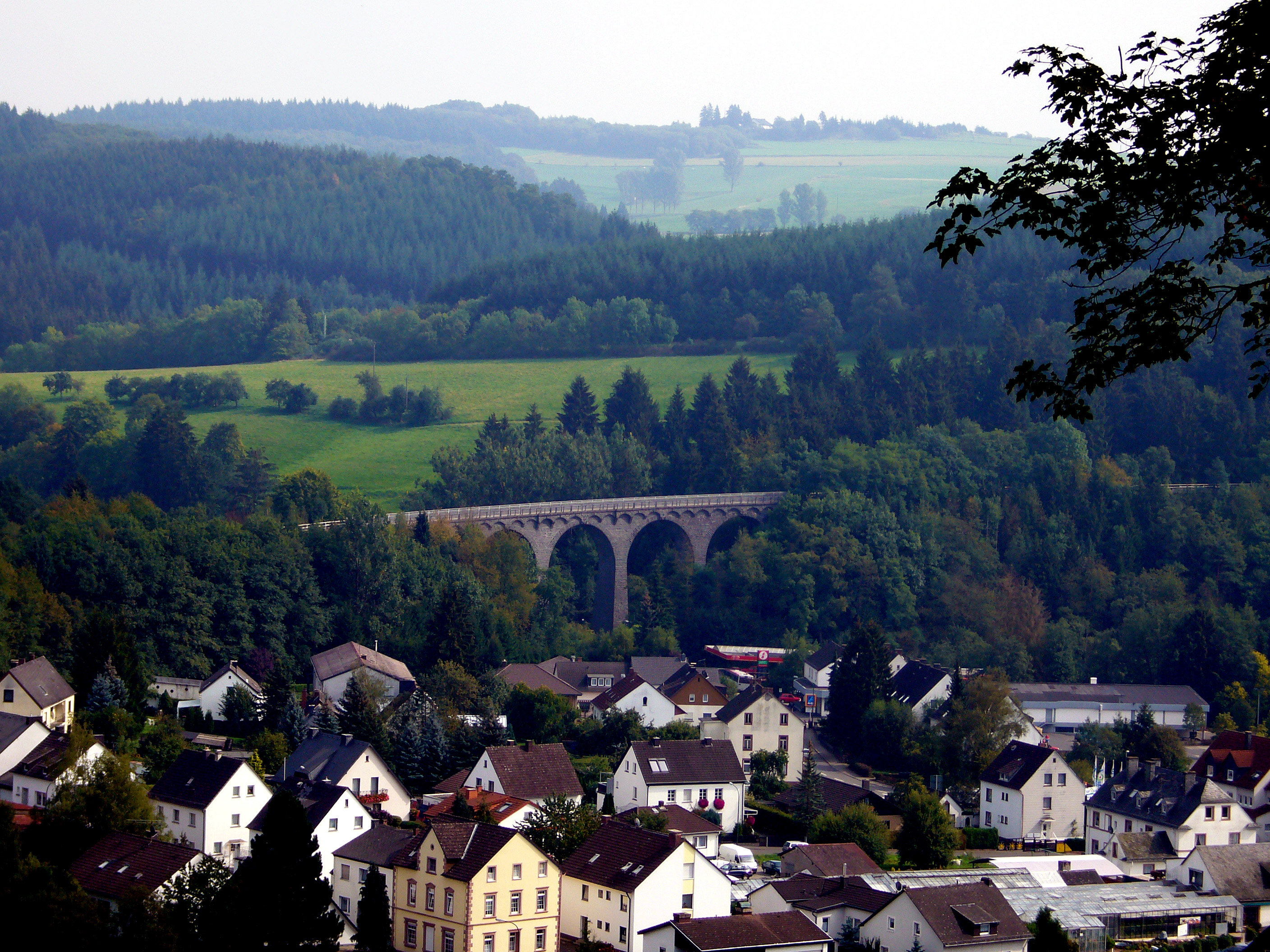
Eisenbahnviadukt in Daun
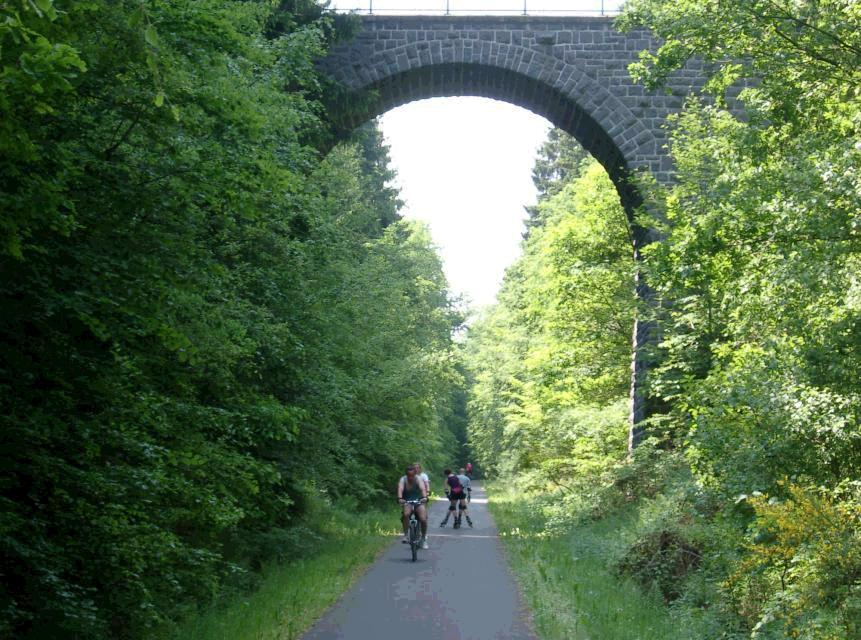
Alte Trasse in der Nähe von Daun
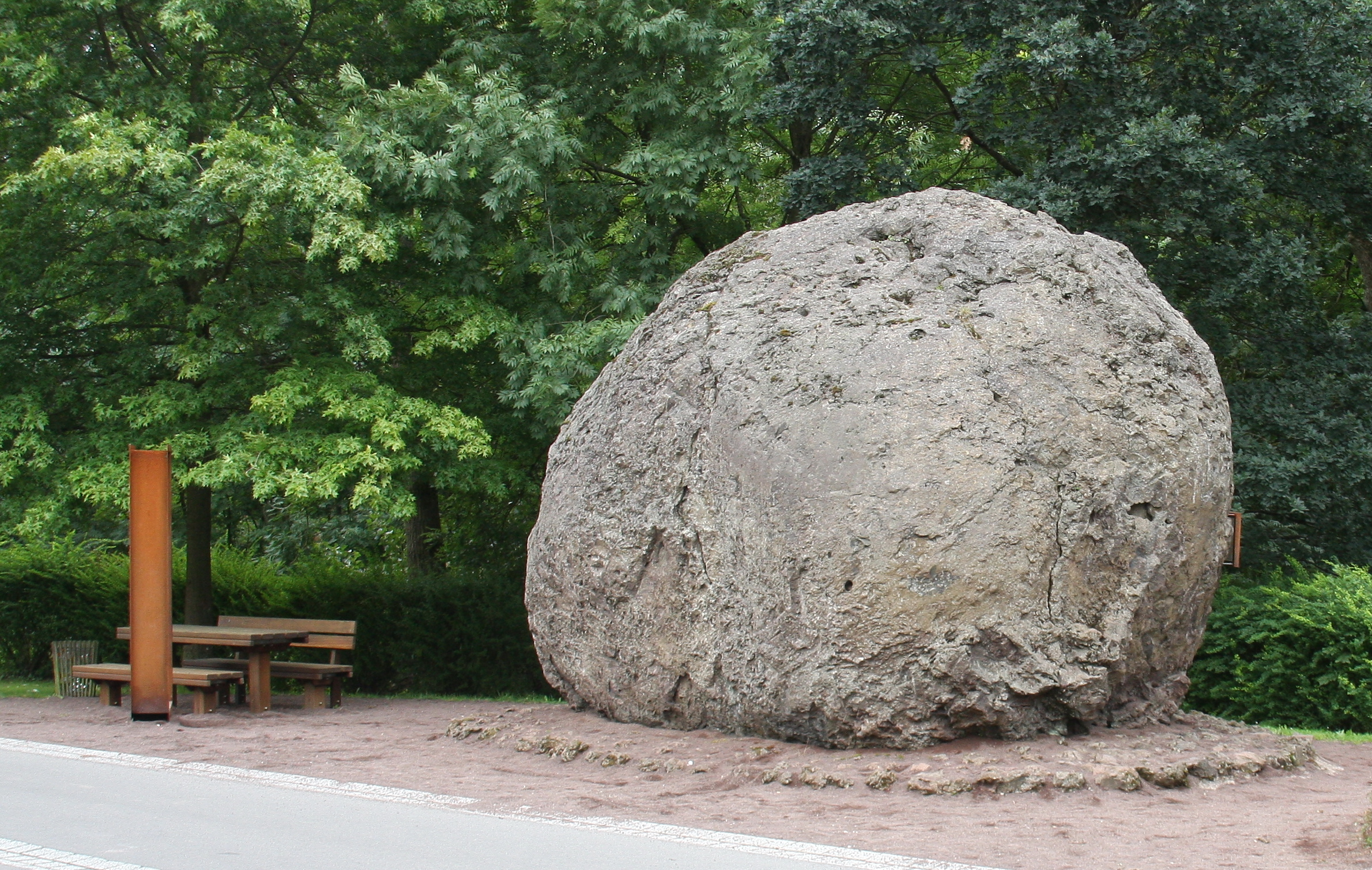
Lavabombe bei Strohn
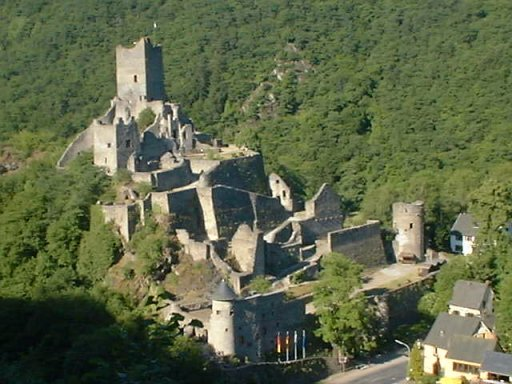
Ruine der Niederburg Manderscheid
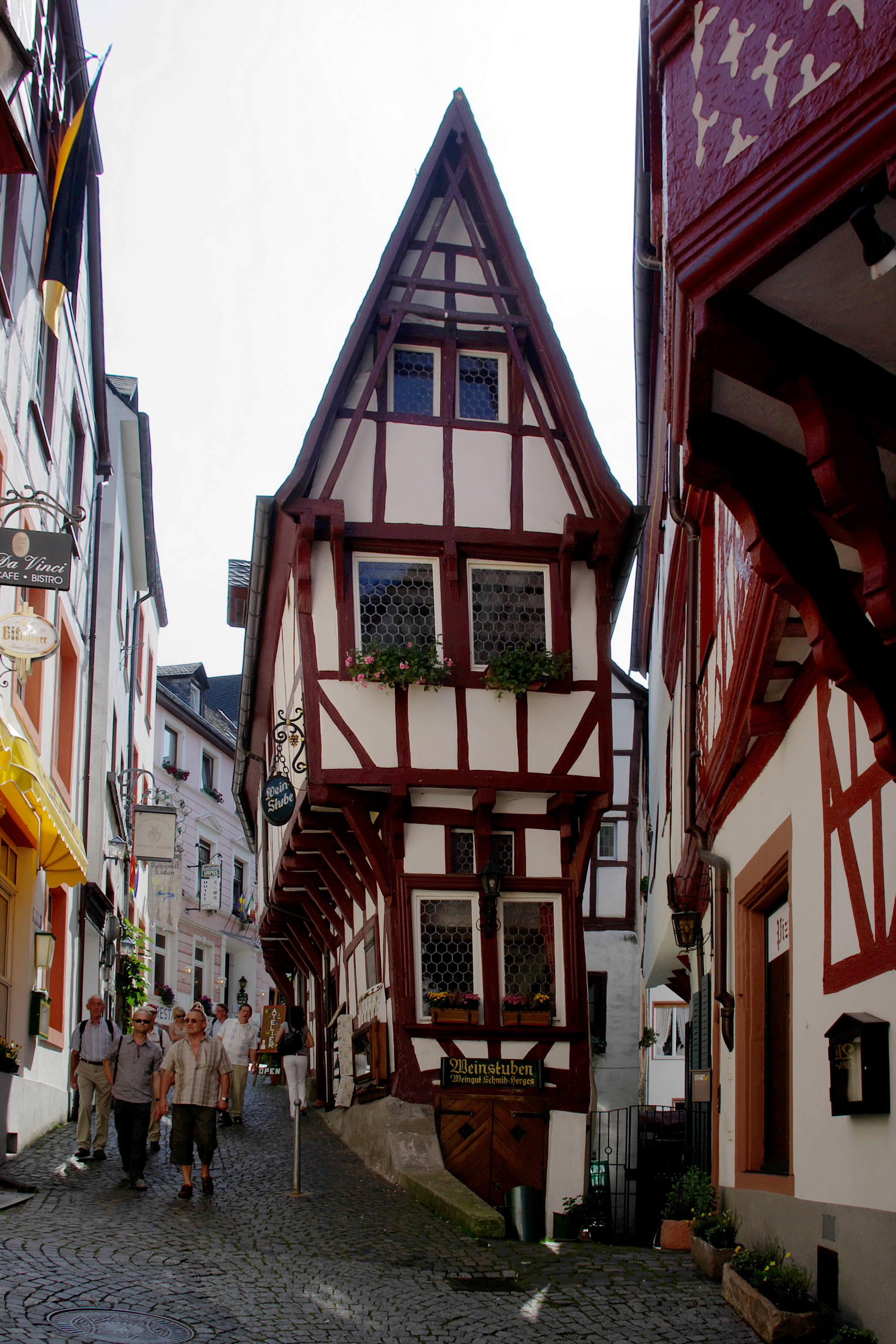
Das Spitzhäuschen in Bernkastel

Die Landschaft, durch die der Maare-Mosel-Radweg ab dem Startpunkt führt, ist durch ihren vulkanischen Charakter geprägt. 2,5 km bis 3,5 km südöstlich vom Startpunkt Daun befinden sich die sogenannten Dauner Maare, drei unmittelbar aneinandergrenzende Maare, die nur durch ihre Tuffwälle getrennt sind: das Gemündener Maar, das Weinfelder Maar und das Schalkenmehrener Maar. Die Kreis- und Kurstadt Daun wird von der Burg Daun überragt und beherbergt außerdem das Eifel-Vulkanmuseum. Nach Schalkenmehren mit dem bekannten Schalkenmehrener Maar folgt die ehemalige Bahntrasse und damit auch der Radweg dem Moselnebenflüsschen Alf bis auf die Höhe von Gillenfeld, wo das tiefe Pulvermaar zu finden ist. Von hier kann über die Raderlebnisroute „Strohn – Mückeln“ das Vulkanhaus Strohn, die 120 Tonnen schwere Lavabombe und die „Strohner Schweiz“ erreicht werden. Vorbei am Holzmaar führt die Route dann nach Pantenburg, von wo ein Abstecher in die Eifelstadt Manderscheid mit ihren Burgen möglich ist.
Auf der Raderlebnisschleife „Brockscheid – Holzmaar“ kann eine der wenigen noch vorhandenen Glockengießereien besichtigt werden. Für Eisenbahnfreunde sind die langen Tunnels, Viadukte und andere Reste der ehemaligen Bahntrasse interessant. Vor Wittlich wechselt dann die Landschaft und die Strecke führt in das Weinbaugebiet der Mosel. Die Kreisstadt Wittlich liegt an der Lieser in einem Seitental der Mosel am nördlichen Rand der Wittlicher Senke. Die Stadt bietet eine historische Altstadt und das Angebot eines Mittelzentrums. Nach Wittlich führt die Route an die Mosel mit ihren Weinbergen und endet in Bernkastel-Kues mit seinem mittelalterlichen Stadtbild.

## Sehenswürdigkeiten
- Daun: Wild- und Erlebnispark Daun; Burg Daun; Katholische Pfarrkirche St. Nikolas; Vulkanmuseum Daun; Eisenbahnviadukt von 1909; die Maare Gemündener Maar, Weinfelder Maar und Schalkenmehrener Maar (Siehe auch: Liste der Kulturdenkmäler in Daun).
- Brockscheid: Glockengießerei.
- Gillenfeld: Das Pulvermaar liegt unweit von Gillenfeld entfernt und ist nach dem Bodensee und den Voralpenseen der tiefste natürliche See Deutschlands. Im Sommer herrscht hier reger Badebetrieb. Zusammen mit dem Holzmaar bildet es die Gillenfelder Maare.
- Strohn: Lavabombe; Vulkanhaus.[3] Die sogenannte „Strohner Schweiz“ ist ein Durchbruchstal des Flusses Alf. Die Alf schuf sich hier ein neues Bett durch den 12.000 Jahre alten Strohner Lavastrom, der das ursprüngliche Flussbett versperrt hatte.
- Laufeld: Puppen- und Spielzeugmuseum
- Hasborn: St.-Rochus-Kapelle; Hasborner Sauerbrunnen.
- Wittlich: Altstadt mit Marktplatz; Altes Rathaus mit städtischer Galerie für moderne Kunst; ehemalige Synagoge; Römische Villa (Siehe auch: Liste der Kulturdenkmäler in Wittlich).
- Bernkastel-Kues: Sehenswert sind im Stadtteil Bernkastel der mittelalterliche Marktplatz mit seinen Giebelfachwerkhäusern aus dem 17. Jahrhundert, unter denen das aus dem Jahre 1416 stammende schmale Spitzhäuschen besonders hervorsticht; das Renaissance-Rathaus von 1608; die Burgruine Landshut oberhalb des Stadtteils. (Siehe auch: Liste der Kulturdenkmäler in Bernkastel-Kues). Die Stadt in der heutigen Form entstand am 1. April 1905 durch den Zusammenschluss der Stadt Bernkastel mit dem gegenüberliegenden Winzerdorf Kues.

## Bahn- und Busanbindung
Der Hauptbahnhof Wittlich liegt an der Moselstrecke Koblenz – Trier und wird im Stundentakt bedient.
Auf der Strecke Kaisersesch – Daun – Gerolstein der ehemaligen Eifelquerbahn verkehrten seit 2000 Schienenbusse und aufgearbeitete Personenzüge der Vulkan-Eifel-Bahn (VEB). Der Betrieb im Zwei-Stunden-Takt war allerdings auf die Saison von Mai bis Oktober beschränkt. In den Orten Dockweiler und Rengen gab es Haltepunkte dieser Strecke. Der Bahnverkehr wurde jedoch 2012 eingestellt.

Die Buslinie „Regioradler Vulkaneifel“ RegioLinie 500 verkehrt zwischen Cochem an der Mosel und Gerolstein in der Vulkaneifel und bindet unterwegs auch Ulmen und Daun an, während die Linie RegioLinie 300 als Radlerbus zwischen Bernkastel, Wittlich und Daun die Strecke entlang des Maare-Mosel-Radweges bedient. Diese Busse verkehren täglich vom 1. April bis 1. November und haben Platz für 22 Fahrräder.

## Anschlussradwege
Der Maare-Mosel-Radweg hat über die Mineralquellen-Route Anschluss an den Ahr-Radweg, der bei Ahrdorf erreicht wird. Über den Kalkeifel-Radweg ist er mit den Kyll-Radweg verbunden. Dieser wird bei der Ortschaft Hillesheim-Bolsdorf erreicht. Mit dem Erreichen des Moseltals ist bei Lieser der Mosel-Radweg angebunden. Mit dem Startpunkt Daun sind außerdem die Themenroute Kosmosradweg sowie der internationale Eifel-Ardennen-Radweg angebunden. Mit ihm wird der Maare-Mosel-Radweg in Ost-West-Richtung verlängert. In Wittlich startet der Radweg Wittlicher Senke nach Schweich und stellt eine weitere Verbindung ins Moseltal her.

Siehe auch:
- Liste der Radfernwege in Deutschland
- Liste der Radwege in Rheinland-Pfalz